# La rappresentazione di San Nicola
La rappresentazione di San Nicola (o anche Il gioco di San Nicola, titolo originale Le Jeu de saint Nicolas) è una rappresentazione teatrale di Jean Bodel scritta da Bodel intorno al 1200. La prima rappresentazione fu svolta ad Arras, città natale di Bodel. Sono presenti tre luoghi: il palazzo, la taverna e la prigione del palazzo.
L'opera è molto importante dal punto di vista storico in quanto è la prima  rappresentazione teatrale a carattere profano tramandatici in lingua romanza. Negli ultimi anni è stato ripubblicato varie volte in versione libro. Nel 1995 è stato pubblicato con il titolo Il gioco di San Nicola, con traduzione di Mario Prosperi. È definito anche una delle opere più notevoli della Francia antica.